# Jean Joseph Paul Augustin Dessoles

Jean-Joseph Dessolles (1767–1828)

Jean Joseph Paul Augustin Dessoles oder Jean-Joseph Dessolles (* 3. Oktober 1767 in Auch; † 3. November 1828 im Château de Monthuchet, Saulx-les-Chartreux, Département Essonne) war französischer General und Ministerpräsident.

## Leben
Dessoles entstammte einem alten Adelsgeschlecht. Bereits mit 25 Jahren diente Dessolles 1792 als Kapitän in der Westpyrenäenarmee und kam anschließend als Adjutant von General Jean-Louis-Ebenezer Reynier in den Generalstab. Im Oktober 1793 wurde Dessolles zum Generaladjutanten ernannt und nahm als solcher drei Jahre später an Napoleons italienischen Feldzug teil. Dafür wurde er von Napoleon persönlich ausgezeichnet. 1797 zum Général de brigade befördert, befehligte er 1798 ein Reservekorps in Italien und rückte am 7. Dezember mit seiner Division in Turin ein.
Im März 1799 überquerte Dessolles mit 4500 Soldaten das Stilfser Joch, um General Claude-Jacques Lecourbe zu unterstützen. Dieser war nach dem Gefecht bei Finstermünz im Inntal von österreichischen Truppen bei Glurns und Taufers in Schwierigkeiten geraten und Dessolles konnte am 13. April 1799 das „Treffen von Santa Maria“ für Frankreich entscheiden.
Für diesen Sieg wurde er vom Direktorium zum Général de division befördert. Als Chef des Generalstabs des Oberkommandos der italienischen Armee bewies er  in der Schlacht bei Novi glänzende Tapferkeit, befehligte gegen Ende des Feldzugs die Truppen in Genua und wurde auf Wunsch von General Jean-Victor Moreau zum Chef des Generalstabs der Rheinarmee ernannt. Dessolles konnte sich in der Schlacht bei Hohenlinden und beim Überqueren von Inn und Salza auszeichnen.
Als der Friede von Lunéville im Dezember 1801 unterschrieben und in Kraft war, wollte ihn der Erste Konsul Napoleon Bonaparte zum Staatsrat, Kriegssekretär und Mitglied des Verwaltungsrats ernennen. Dessoles lehnte jedoch aus Anhänglichkeit an Moreau ab. 1803, als es darauf ankam, Moreaus Freunde zu entfernen, wurde er nach Hannover geschickt, um unter dem Befehl von General Édouard Mortier eine Division zu übernehmen.
Als alle Zivil- und Militärbehörden bei Eröffnung des Prozesses gegen Moreau dem Ersten Konsul Glückwunschadressen zusandten, gehörte Dessoles zu den wenigen, die dies unterließen. Bonaparte verzieh ihm dies nie ganz, obwohl er ihn 1804 zum Großoffizier der Ehrenlegion und 1805 zum Gouverneur des Palastes von Versailles ernannte.
1808 erhielt Dessolles das Kommando über eine Armeedivision beim Krieg in Spanien. Dort zeichnete er sich in der Schlacht bei Ocaña und beim Übergang über die Sierra Morena aus. Am 18. Januar 1810 hielt er seinen Einzug in Córdoba und wurde Gouverneur von Córdoba.
Mit Napoleons System nicht übereinstimmend, zog er sich abermals aus dem Dienst und aufs Land zurück. 1812 zum Chef des Generalstabs bei der Armee des Vizekönigs von Italien Eugène de Beauharnais ernannt, erwirkte er im Russlandfeldzug Napoleons nach der Eroberung von Smolensk seine Entlassung und lebte bis zur Restauration zurückgezogen auf einem Landsitz bei Paris. Nach der Rückkehr der Bourbonen wurde er von König Ludwig XVIII. zum Staatsminister und Pair von Frankreich ernannt und ihm zugleich das Kommando über sämtliche Nationalgarden übertragen. Da er sich aber als entschiedenen Anhänger konstitutioneller Ideen zeigte, legte er das Kommando nieder.
Am 29. Dezember 1818 übernahm er die Verwaltung der auswärtigen Angelegenheiten sowie den Vorsitz in dem von Decazes gebildeten liberal-konstitutionellen Ministerium und wurde vom König zum Marquis erhoben. Er trat jedoch schon 1819 aus dem Ministerium aus, da er Decazes' Nachgiebigkeit gegen die Reaktion nicht billigte. Unter dem Ministerium Jean-Baptiste de Villèle wurde er 1822 auch aus der Liste der Staatsminister gestrichen.
Jean Joseph Paul Dessolles starb am 3. November 1828 in Montluchet und ruht auf dem Friedhof Père-Lachaise in Paris (28. Division).

## Ehrungen
Sein Name ist am Triumphbogen in Paris in der 15. Spalte eingetragen.